# Humán 15-ös kromoszóma
- A 15-ös kromoszóma egy a 24-féle humán kromoszóma közül. Egyike a 22 autoszómának.

## A 15-ös kromoszóma jellegzetességei
- Bázispárok száma: 100 338 915
- Gének száma: 766
- Ismert funkciójú gének száma: 589
- Pszeudogének száma: 308
- SNP-k (single nucleotide polymorphism = egyszerű nukleotid polimorfizmus) száma: 242 274

## A 15-ös kromoszómához kapcsolódó betegségek
Az O.M.I.M rövidítés az Online Mendelian Inheritance in Man, azaz Mendeli öröklődés emberben adatbázis oldalt jelöli, ahol további információ található az adott betegségről, génről.

| Patológia                                   | Öröklődés | O.M.I.M | Lokusz      | Gén    | A gén által kódolt fehérje |
| ------------------------------------------- | --------- | ------- | ----------- | ------ | -------------------------- |
| Bardet-Biedl-szindróma                      | Recesszív |         |             |        |                            |
| Prader-Willi-szindróma                      |           |         |             |        |                            |
| Marfan-szindróma                            | Domináns  | 154700  | q21.1       | FBN1   | Fibrillin 1                |
| Dystrophie musculaire des ceintures Type 2A | Recesszív | 253600  | q15.1-q21.1 | LGMD2A | Kalpain 3                  |
|                                             |           |         |             |        |                            |
|                                             |           |         |             |        |                            |
|                                             |           |         |             |        |                            |
|                                             |           |         |             |        |                            |
|                                             |           |         |             |        |                            |
|                                             |           |         |             |        |                            |

## Lásd még
- Kromoszóma
- Genetikai betegség
- Genetikai betegségek listája
- Genetika